# Franz Anton
Franz Anton (Wittenberg, 23 de octubre de 1989) es un deportista alemán que compite en piragüismo en la modalidad de eslalon.
Ganó diez medallas en el Campeonato Mundial de Piragüismo en Eslalon entre los años 2010 y 2022, y siete medallas en el Campeonato Europeo de Piragüismo en Eslalon entre los años 2013 y 2022.
En los Juegos Europeos de Cracovia 2023 consiguió una medalla de oro en la prueba de C1 por equipos. Participó en los Juegos Olímpicos de Río de Janeiro 2016, ocupando el cuarto lugar en la prueba de C2 individual.

## Palmarés internacional
| Campeonato Mundial | Campeonato Mundial             | Campeonato Mundial | Campeonato Mundial |
| Año                | Lugar                          | Medalla            | Competición        |
| ------------------ | ------------------------------ | ------------------ | ------------------ |
| 2010               | Liubliana (Eslovenia)          | Medalla de plata   | C1 por equipos     |
| 2013               | Praga (República Checa)        | Medalla de plata   | C1 por equipos     |
| 2014               | Deep Creek (Estados Unidos)    | Medalla de bronce  | C1 individual      |
| 2015               | Londres (Reino Unido)          | Medalla de oro     | C2 individual      |
| 2015               | Londres (Reino Unido)          | Medalla de plata   | C2 por equipos     |
| 2015               | Londres (Reino Unido)          | Medalla de plata   | C1 por equipos     |
| 2017               | Pau (Francia)                  | Medalla de plata   | C2 por equipos     |
| 2018               | Río de Janeiro (Brasil)        | Medalla de oro     | C1 individual      |
| 2021               | Bratislava (Eslovaquia)        | Medalla de bronce  | C1 individual      |
| 2022               | Augsburgo (Alemania)           | Medalla de bronce  | C1 individual      |
| Juegos Europeos    |                                |                    |                    |
| Año                | Lugar                          | Medalla            | Competición        |
| 2023               | Cracovia (Polonia)             | Medalla de oro     | C1 por equipos     |
| Campeonato Europeo |                                |                    |                    |
| Año                | Lugar                          | Medalla            | Competición        |
| 2013               | Cracovia (Polonia)             | Medalla de plata   | C1 por equipos     |
| 2013               | Cracovia (Polonia)             | Medalla de bronce  | C2 por equipos     |
| 2015               | Markkleeberg (Alemania)        | Medalla de plata   | C2 individual      |
| 2016               | Liptovský Mikuláš (Eslovaquia) | Medalla de bronce  | C2 por equipos     |
| 2017               | Tacen (Eslovenia)              | Medalla de oro     | C1 por equipos     |
| 2018               | Praga (República Checa)        | Medalla de oro     | C2 por equipos     |
| 2022               | Liptovský Mikuláš (Eslovaquia) | Medalla de oro     | C1 por equipos     |